# Ligament ulno-carpien dorsal
Le ligament ulno-carpien dorsal est un ligament de l'articulation radio-carpienne,.
C'est une bande fibreuse reliant de le bord postérieur du disque articulaire radio-ulnaire distal à la face postérieure de l'os triquetrum.